# Монтегросо д'Асти
Монтегро̀со д'А̀сти (на италиански: Montegrosso d'Asti; на пиемонтски: Mungross, Мунгрос) е село и община в Северна Италия, провинция Асти, регион Пиемонт. Разположено е на 244 m надморска височина. Населението на общината е 2350 души (към 2013 г.).